# Oncidium
Oncidium es el género de orquídeas también llamado de la dama danzante ya que cualquier pequeña brisa mueve sus flores como en un baile, y su labelo que se asemeja a una bailarina. Contiene alrededor de 330 especies de orquídeas de la subfamilia Epidendroideae. Este es un género difícil y complejo en el que muchas especies están reclasificadas, lo que a la larga seguramente conducirá a dividir este género en otros. Las inflorescencias de estas plantas son ramificadas y con flores múltiples.

## Ecología
Originario de la América tropical (de Puerto Rico hasta la Florida) de dimensiones muy variables según la especie. Se ubican actualmente desde el Caribe hasta el centro litoral de la Argentina. Se desarrollan desde el nivel del mar a las zonas montañosas y en todos los niveles intermedios.

## Importancia económica
Las especies del género se cultivan y venden por sus bonitas flores amarillas tachoneadas de marrón en las formas más corrientes. Los híbridos hortícolas presentan otros colores y un labelo bien desarrollado.

## Descripción
La mayoría posee pseudobulbos carnosos, con hojas alargadas y delgadas. Algunas tienen hojas en forma de lápiz, mientras que otro grupo, presentan abanicos enanos de hojas duras y trimeras. también hay otro grupo constituido por hojas dobladas de aspecto coriáceo, produciendo la inflorescencia como en las cattleyas. Pueden ser las flores de tamaño grande o pequeño según la especie con varas largas y aunque la flor sea pequeña tienen una floración espectacular de numerosas flores abiertas a un tiempo que se mantiene durante varias semanas.
La mayoría de las especie florecen una sola vez al año, sin embargo muchos híbridos pueden florecer hasta tres veces.
Las Oncidium se pueden hibridar con géneros cercanos dando lugar a especies intergenéricas tales como las de Colmanara, Miltassia, Burregeara, Aliceara.

## Cultivo
Son plantas adaptables que se pueden cultivar fácilmente en una ventana orientada al este o al oeste, incluso en un patio protegido de orientación sur en zonas de clima templado.
Como otras orquídeas, requieren un cierto grado de humedad y abundante movimiento de aire. La mayoría de los miembros de esta familia también requieren abundante luz para florecer adecuadamente por lo que en zonas de poca luz en época de floración se les puede suplementar con focos de luz. Recordar que estas orquídeas requieren terreno seco, no empapado, entre riegos.

## Taxonomía
El género fue descrito por Peter Olof Swartz y publicado en Kongl. Vetenskaps Academiens Nya Handlingar 21: 239–240. 1800. La especie tipo es: Epidendrum altissimum Jacq.

### Etimología
Oncidium: nombre genérico que deriva de las palabras griegas:  onkos = "hinchazón" y el sufijo -idium = "diminuto". Olof Swartz, en 1800, les dio este nombre debido a que presentan una pequeña callosidad situada en la base del labio que aparenta ser una verruga, tumor, hinchazón en griego = Onkos.
El nombre popular dama danzante es debido a la forma de sus diminutas flores a las que cualquier pequeña brisa mueve en una danza frenética.

#### Secciones
El género Oncidium cuenta con las siguientes secciones:
- Oncidium sect. Barbata
- Oncidium sect. Cebolletae
- Oncidium sect. Crassifolia
- Oncidium sect. Excavata
- Oncidium sect. Heterantha

## Especies deOncidium
El género Oncidium comprende unas 330 especies:
- Oncidium aberrans  (Brasil - Paraná)
- Oncidium abortivum  (N. Venezuela a Ecuador)
- Oncidium abruptum  (Colombia a Ecuador)
- Oncidium acinaceum  (Ecuador a Perú)
- Oncidium acrochordonia  (Colombia)
- Oncidium adelaidae  (Colombia)
- Oncidium advena  (norte Venezuela)
- Oncidium albini  (Brasil - Paraná)
- Oncidium alcicorne  (Colombia)
- Oncidium allenii  (Panamá)
- Oncidium aloisii  (Ecuador)
- Oncidium altissimum : Dama danzante de Wydler  (Jamaica)
- Oncidium amabile  (Brasil)
- Oncidium amictum  (sudeste Brasil)
- Oncidium amoenum  (México)
- Oncidium ampliatum
- Oncidium andradeanum  (Ecuador a Perú)
- Oncidium andreae  (Colombia)
- Oncidium andreanum  (sudoeste México)
- Oncidium angustisegmentum  (Perú)
- Oncidium × ann-hadderae  (O. haitiense× O. variegatum) (República Dominicana)
- Oncidium anomalum  (Colombia)
- Oncidium ansiferum  ( América Central a Colombia)
- Oncidium anthocrene  (Colombia a Ecuador)
- Oncidium antioquiense  (Colombia)
- Oncidium ariasii  (Perú)
- Oncidium arizajulianum  ( República Dominicana )
- Oncidium armillare  (oeste Sudamérica a norte Venezuela)
- Oncidium aspecum  (Perú)
- Oncidium auricula  (sudeste Brasil)
- Oncidium auriferum  (Colombia a noroeste Venezuela)
- Oncidium aurorae  (Perú)
- Oncidium ayabacanum  (Perú)
- Oncidium baccatum  (Venezuela)
- Oncidium barbaceniae  (Brasil - Minas Gerais)
- Oncidium barbatum  (Brasil a Bolivia)
- Oncidium batemannianum  (Brasil a Perú)
- Oncidium baueri  ( América Trop.)
- Oncidium bennettii  (Perú)
- Oncidium bicolor  (noreste Venezuela a Brasil)
- Oncidium bidentatum  (Ecuador)
- Oncidium bifolium  (Brasil a norte Argentina)
- Oncidium blanchetii  (E. y S. Brasil)
- Oncidium boothianum  (Venezuela a Ecuador)
- Oncidium brachyandrum  (México)
- Oncidium brachystachys  (Colombia)
- Oncidium brachystegium  (Bolivia)
- Oncidium bracteatum  (Costa Rica a Colombia)
- Oncidium braunii  ( América Trop.) (?)
- Oncidium brevilabrum  (Colombia
- Oncidium brunleesianum  (Brasil - Río de Janeiro)
- Oncidium brunnipetalum  (sur Brasil)
- Oncidium bryocladium  (Colombia)
- Oncidium bryolophotum  (Costa Rica a Panamá)
- Oncidium buchtienii  (Bolivia)
- Oncidium calanthum  (Ecuador a Perú)
- Oncidium callistum  (Colombia)
- Oncidium calochilum  (is.as Caiman, Cuba, República Dominicana )
- Oncidium caminiophorum  (norte Venezuela)
- Oncidium cardiostigma  (México)
- Oncidium caucanum  (Colombia)
- Oncidium cebolleta  (Centroamérica)
- Oncidium chapadense  (Brasil - Goiás)
- Oncidium cheirophorum  (México - Chiapas a Colombia)
- Oncidium chrysomorphum  (Colombia a norte Venezuela)
- Oncidium chrysops  (México - Guerrero, Oaxaca)
- Oncidium chrysopteranthum  (Brasil)
- Oncidium chrysopterum  (OC. Brasil a Bolivia)
- Oncidium chrysothyrsus  (sudeste Brasil)
- Oncidium ciliatum  (sudeste Brasil).
- Oncidium citrinum  (Trinidad a Venezuela).
- Oncidium cogniauxianum  (sudeste Brasil)
- Oncidium coloratum  (Brasil - Espírito Santo)
- Oncidium compressicaule  (Haití)
- Oncidium concolor  (Brasil a noreste Argentina)
- Oncidium cornigerum  (sudeste y sur Brasil a Paraguay)
- Oncidium crassopterum  (Perú)
- Oncidium crispum  (sudeste Brasil)
- Oncidium cristatellum  (Brasil a Ecuador)
- Oncidium croesus  (Brasil - Río de Janeiro)
- Oncidium cruciferum  (Perú)
- Oncidium cultratum  (Ecuador)
- Oncidium curtum  (Brasil - Río de Janeiro)
- Oncidium cycnicolle  (Colombia a Ecuador)
- Oncidium dactyliferum  (Venezuela a Ecuador)
- Oncidium dactylopterum  (Colombia)
- Oncidium dasystyle  (Brasil - Río de Janeiro)
- Oncidium decorum  (Colombia)
- Oncidium deltoideum  (norte Perú)
- Oncidium dichromaticum  (Costa Rica a Colombia)
- Oncidium disciferum  (Bolivia)
- Oncidium discobulbon  (Perú)
- Oncidium divaricatum  (sudeste Brasil)
- Oncidium donianum  (Brasil - São Paulo)
- Oncidium drepanopterum  (Ecuador)
- Oncidium durangense  (México - Durango)
- Oncidium duveenii  (Brasil)
- Oncidium echinophorum  (Brasil - Río de Janeiro)
- Oncidium echinops  (Ecuador)
- Oncidium edmundoi  (Brasil)
- Oncidium edwallii  (Brasil a noreste Argentina).
- Oncidium elephantotis  (NW. Venezuela a Ecuador).
- Oncidium emilii  (Paraguay).
- Oncidium enderianum  (SE. Brasil)
- Oncidium endocharis  (México - Chiapas a Centroamérica)
- Oncidium ensatum  : Orquídea de Latinoamérica (sur México a noroeste Venezuela)
- Oncidium erucatum  (Ecuador)
- Oncidium estradae  (Ecuador)
- Oncidium eurycline  (sudeste Brasil)
- Oncidium exalatum  (Panamá)
- Oncidium exasperatoides  (Perú)
- Oncidium excavatum  ( América C. a Perú)
- Oncidium fasciculatum  (México - Oaxaca, Chiapas a Guatemala)
- Oncidium fasciferum  (Perú)
- Oncidium fimbriatum  (Brasil a noreste Argentina)
- Oncidium flexuosum  (este y sur Brasil a norcentro Argentina)
- Oncidium floridanum  : Orquídea de Florida (sur Florida a Cuba)
- Oncidium forbesii  (Brasil - Minas Gerais)
- Oncidium formosissimum  (Ecuador a Perú)
- Oncidium fragae  (Brasil - Río de Janeiro)
- Oncidium fuscans  (Brasil - Minas Gerais)
- Oncidium fuscatum  (Ecuador a Perú)
- Oncidium fuscopetalum  (oeste Brasil)
- Oncidium gardneri  (Ecuador, sudeste Brasil)
- Oncidium gauntlettii  (Jamaica)
- Oncidium geertianum  (centro y sudoeste México)
- Oncidium gilvum  (sudeste Brasil)
- Oncidium gracile  (sudeste Brasil)
- Oncidium graciliforme  (C.Panamá)
- Oncidium gracillimum  (Colombia)
- Oncidium graminifolium  (México a Centroamérica)
- Oncidium gravesianum  (este Brasil)
- Oncidium guianense  (Hispaniola)
- Oncidium guibertianum  (Cuba)
- Oncidium guttatum  (México a Colombia y Caribe)
- Oncidium gyrobulbon  (Ecuador)
- Oncidium hagsaterianum  (México a Guatemala)
- Oncidium haitiense  (Hispaniola)
- Oncidium hannelorae  (Windward Is.-(Dominica)
- Oncidium hapalotyle  (Colombia a Ecuador)
- Oncidium harrisonianum  (sudeste Brasil)
- Oncidium hastatum  (México)
- Oncidium hastilabium  (oeste Sudamérica)
- Oncidium hatschbachii  (Brasil - Paraná)
- Oncidium helgae  (Ecuador)
- Oncidium herzogii  (Bolivia a noroeste Argentina)
- Oncidium heteranthum  (sur Trop. América)
- Oncidium hians  (Perú, sudeste Brasil)
- Oncidium hieroglyphicum  (Perú)
- Oncidium hintonii  (norte y sudoeste México)
- Oncidium hirtzii  (Ecuador – Napo)
- Oncidium hookeri  (sudeste y sur Brasil
- Oncidium hydrophilum  (Brasil a Paraguay)
- Oncidium hyphaematicum  (oeste Sudamérica)
- Oncidium imitans  (Costa Rica)
- Oncidium imperatoris-maximiliani (Brasil - Río de Janeiro)
- Oncidium incurvum  (México - Veracruz a Chiapas)
- Oncidium inouei  (Perú)
- Oncidium insigne  (Brasil)
- Oncidium ionopterum  (Perú - Cajamarca)
- Oncidium iricolor  (América Trop.) (?)
- Oncidium isidrense  (Perú)
- Oncidium isopterum  (Brasil - Minas Gerais)
- Oncidium isthmii  (Costa Rica a Panamá)
- Oncidium kautskyi  (Brasil)
- Oncidium klotzschianum  (Costa Rica a Venezuela y Perú)
- Oncidium kraenzlinianum  (Brasil)
- Oncidium kramerianum  (Costa Rica a Suriname y Ecuador)
- Oncidium lancifolium  (Ecuador)
- Oncidium leinigii  (Brasil)
- Oncidium leleui  (sudoeste México)
- Oncidium lentiginosum  (Colombia a norte Venezuela)
- Oncidium leopardinum  (Perú)
- Oncidium lepidum  (Ecuador)
- Oncidium lepturum  (Bolivia)
- Oncidium leucochilum  (sudeste México a Guatemala)
- Oncidium lietzei  (sudeste Brasil)
- Oncidium ligiae  (Colombia)
- Oncidium lindleyi  (sur México a Guatemala)
- Oncidium lineoligerum  (N. Perú).
- Oncidium litum  (SE. Brasil).
- Oncidium loechiloides  (Venezuela).
- Oncidium loefgrenii  (SE. & S. Brasil).
- Oncidium longicornu  (Brasil a NE. Argentina.
- Oncidium longipes  (Brasil a NE. Argentina).
- Oncidium lucasianum  (Perú - Cajamarca).
- Oncidium lucayanum  (Bahamas).
- Oncidium luridum  (Cuba, Florida, Centroamérica, y N. Suramérica).
- Oncidium luteum  (Costa Rica).
- Oncidium lykaiosii  (Bolivia).
- Oncidium macranthum
- Oncidium macronyx  (Brasil).
- Oncidium macropetalum  (OC. Brasil)
- Oncidium maculatum  (México a Centroamérica).
- Oncidium maculosum  (Brasil - Minas Gerais.
- Oncidium magdalenae  (NO. Venezuela - Mérida).
- Oncidium maizifolium  (Colombia a NO. Venezuela).
- Oncidium majevskyi  (Brasil).
- Oncidium mandonii  (Bolivia).
- Oncidium marshallianum  (SE. Brasil).
- Oncidium martianum  (SE. y S. Brasil).
- Oncidium mathieuanum  (Ecuador a Perú).
- Oncidium megalopterum  (SE. Brasil).
- Oncidium melanops  (Ecuador).
- Oncidium micropogon  (Brasil).
- Oncidium micropogon var. bahiensis  (NE. Brasil). Pseudobulbo epifita
- Oncidium micropogon var. micropogon  (S. Brasil). Pseudobulbo epifita
- Oncidium microstigma  (C. y SO. México).
- Oncidium millianum  (Colombia).
- Oncidium miserrimum  (Colombia a NO. Venezuela).
- Oncidium nebulosum  (Colombia).
- Oncidium niesseniae  (Colombia).
- Oncidium nigratum  (Colombia a Guyana).
- Oncidium obryzatoides  (Costa Rica a Ecuador).
- Oncidium ochmatochilum  (SE. México a Perú).
- Oncidium ochthodes  (Ecuador).
- Oncidium oliganthum  (México - Oaxaca, Chiapas a El Salvador).
- Oncidium orbatum  (Colombia).
- Oncidium ornithocephalum  (Colombia).
- Oncidium ornithopodum  ( América Trop.) (?).
- Oncidium ornithorhynchum  (México a América C.).
- Oncidium orthostates  (S. Venezuela a Guyana y Brasil).
- Oncidium orthostatoides  (Perú).
- Oncidium ototmeton  (Bolivia).
- Oncidium ouricanense  (Brasil - Bahía).
- Oncidium panamense  (Panamá).
- Oncidium panduratum  (Colombia.
- Oncidium panduriforme  (Costa Rica).
- Oncidium papilio  (Panamá a Suramérica Trop. y Trinidad).
- Oncidium paranaense  (Brasil a Argentina - Misiones).
- Oncidium paranapiacabense  (Brasil - São Paulo).
- Oncidium pardalis  (N. Venezuela).
- Oncidium pardoglossum  ( América Trop.) (?).
- Oncidium pardothyrsus  (Ecuador a Perú).
- Oncidium parviflorum  (Costa Rica a Panamá).
- Oncidium pectorale  (Brasil - Río de Janeiro).
- Oncidium pelicanum  (México - Guerrero, Oaxaca).
- Oncidium peltiforme  (Ecuador).
- Oncidium pentadactylon  (O. Suramérica).
- Oncidium pergameneum  (NC. y SE. México a América C.).
- Oncidium pictum  (O. Suramérica).
- Oncidium picturatum  (N. Venezuela).
- Oncidium pirarene  (Guyana).
- Oncidium planilabre  (O. Suramérica).
- Oncidium platychilum  (Colombia a Ecuador).
- Oncidium platyglossum  (Colombia).
- Oncidium pollardii  (México - Oaxaca).
- Oncidium polyadenium  (Ecuador a N. Perú).
- Oncidium polyodontum  (SE. Brasil).
- Oncidium portillae  (Ecuador).
- Oncidium posadarum  (Colombia).
- Oncidium powellii  (Panamá).
- Oncidium praetextum  (SE. Brasil).
- Oncidium prionochilum  (Puerto Rico a Virgin Is.).
- Oncidium pubes  (Colombia, SE. Brasil a NE. Argentina).
- Oncidium pulchellum  (Jamaica).
- Oncidium pulvinatum  (Brasil a NE. Argentina).
- Oncidium punctulatum  (Panamá).
- Oncidium pyramidale  (O. Suramérica).
- Oncidium pyxidophorum  ( América Trop.) (?).
- Oncidium quadrilobum  (Hispaniola).
- Oncidium raniferum  (SE. Brasil).
- Oncidium reductum  (Bolivia).
- Oncidium reflexum  (SO. México).
- Oncidium reichenbachii  (Colombia a NO. Venezuela).
- Oncidium remotiflorum  (Brasil).
- Oncidium retusum  (Perú).
- Oncidium rhinoceros  ( América Trop.) (?).
- Oncidium riograndense  (S. Brasil a NE. Argentina.
- Oncidium riopalenqueanum  (Ecuador).
- Oncidium riviereanum  (Brasil).
- Oncidium robustissimum  (Brasil).
- Oncidium rodrigoi  (Colombia).
- Oncidium rostrans  (Colombia).
- Oncidium rutkisii  (Venezuela).
- Oncidium sanderae  (Perú - Huánuco).
- Oncidium sarcodes  (SE. Brasil).
- Oncidium saxicola  (Colombia).
- Oncidium schillerianum  (Perú).
- Oncidium schmidtianum  ( América Trop.) (?).
- Oncidium schunkeanum  (Brasil).
- Oncidium schwambachiae  (Brasil).
- Oncidium sclerophyllum  (Costa Rica).
- Oncidium sellowii  (Brasil).
- Oncidium semele  (Ecuador).
- Oncidium sessile  (Venezuela a Perú).
- Oncidium silvanoi  (Perú).
- Oncidium silvanum  (Brasil).
- Oncidium spegazzinianum  (Argentina - Misiones).
- Oncidium sphacelatum  (México a América C., SE. Venezuela).
- Oncidium sphegiferum  (Brasil - Río de Janeiro).
- Oncidium splendidum  (Honduras).
- Oncidium stelligerum  (SO. México).
- Oncidium stenobulbon  (Costa Rica).
- Oncidium stenotis  (Costa Rica a Ecuador).
- Oncidium storkii  (Costa Rica).
- Oncidium suave  (C. y SO. México, El Salvador).
- Oncidium subcruciforme  (Nicaragua).
- Oncidium suttonii  (México - Chiapas a El Salvador).
- Oncidium swartzii  (Windward Is.- Martinique).
- Oncidium sylvestre  (Cuba a Haití).
- Oncidium tectum  (Colombia).
- Oncidium tenellum  (French Guiana).
- Oncidium tenuipes  (Guatemala).
- Oncidium tetrotis  (Colombia).
- Oncidium tigratum  (Ecuador a Perú).
- Oncidium tigrinum  (C. y SO. México). - flor de muerto[4]
- Oncidium tipuloides  (Perú).
- Oncidium toachicum  (Ecuador).
- Oncidium trachycaulon  (Colombia a Ecuador).
- Oncidium trichodes  (N. Brasil).
- Oncidium trilobum  (Perú).
- Oncidium trinasutum  (Ecuador).
- Oncidium triquetrum  (Jamaica).
- Oncidium trulliferum  (Brasil - Río de Janeiro).
- Oncidium truncatum  (Brasil - Mato Grosso).
- Oncidium tsubotae  (Colombia).
- Oncidium tuerckheimii  (Cuba a Hispaniola).
- Oncidium unguiculatum  (C. y SO. México).
- Oncidium unicolor  (SE. Brasil).
- Oncidium uniflorum  (SE. y S. Brasil).
- Oncidium urophyllum  ( Antillas Menores ).
- Oncidium usneoides  (Cuba).
- Oncidium varicosum  (Brasil al N. Argentina).
- Oncidium varicosum var. Baldin
- Oncidium variegatum  (S. Florida al Caribe).
  -  Oncidium variegatum subsp. bahamense  (S. Florida a Bahamas). Pseudobulbo epifita
  -  Oncidium variegatum subsp. leiboldii  ( Is. Cayman a Cuba). Pseudobulbo epifita
  -  Oncidium variegatum subsp. scandens  (Haití). Pseudobulbo epifita
  -  Oncidium variegatum subsp. variegatum (Caribe). Pseudobulbo epifita
  -  Oncidium variegatum subsp. velutinum (Cuba). Pseudobulbo epifita
- Oncidium vasquezii  (Bolivia).
- Oncidium venustum  (Brasil).
- Oncidium vernixium  (Ecuador).
- Oncidium verrucosissimum  (Paraguay a NE. Argentina).
- Oncidium versteegianum  (Suriname a Ecuador)
- Oncidium viperinum  (Bolivia a NO. Argentina).
- Oncidium virgulatum  (Colombia a Ecuador).
- Oncidium volvox  (NO. y N. Venezuela).
- Oncidium warmingii  (S. Venezuela a Brasil).
- Oncidium warszewiczii  (Costa Rica a Colombia).
- Oncidium welteri (Brasil - São Paulo).
- Oncidium wentworthianum  (México – Chiapas a El Salvador).
- Oncidium wheatleyanum  (Brasil).
- Oncidium widgrenii  (SE. y S. Brasil a Paraguay).
- Oncidium williamsii  (Bolivia).
- Oncidium xanthocentron  (Colombia).
- Oncidium xanthornis  (NO. Venezuela a Ecuador).
- Oncidium zappii  (Brasil).

## Oncidium híbridos interespecies
- Oncidium × colnagoi.( Oncidium forbesii × Oncidium ) (SE. Brasil).
- Oncidium × cassolanum (Oncidium cornigerum × Oncidium riograndense) (S. Brasil).
- Oncidium × floride-phillipsae (Oncidium prionochilum × Oncidium variegatum ) (Leeward Is.).
- Oncidium × gardstyle (Oncidium dasystyle × Oncidium gardneri) (Brasil - Río de Janeiro).
- Oncidium × floride-phillipsae (Oncidium prionochilum × Oncidium variegatum ) (Leeward Is.).
- Oncidium sarcatum (Oncidium spacelatum × Oncidium sarcodes)
- Oncidium × scullyi (Oncidium curtum × Oncidium gravesianum) (sudeste Brasil)
- Oncidium/trt Doctor Schrangen (Oncidium lanceanum x Oncidium splendidum)
- Oncidium/trt haematochilum (Oncidium lanceanum x Oncidium splendidum)
- Oncidium/trt lanceanum New Gross x Karmerianum
- Oncidium/trt luridum x splendidum = trt ( " Trichocentrum " ) Pepita de Restrepo.
- Oncidium/trt microchilum
- Oncidium/trt splendidum

## Oncidium híbridos intergéneros
- Adacidium: Adcm (Ada × Oncidium)

- Aliceara : Alcra (Brassia × Laelia × Oncidium)

- Alexanderara: Alxra (Brassia × Cochlioda × Odontoglossum × Oncidium)

- Aspasium: Aspsm (Aspasia × Oncidium)

- Bakerara: Bak (Brassia x Miltonia x Odontoglossum x Oncidium)

- Baldwinara: Bdwna (Aspasia x Cochlioda x Odontoglossum x Oncidium)

- Barbosaara: Bbra (Cochlioda x Gomesa x Odontoglossum x Oncidium)

- Baumannara: Bmnra (Comparettia x Odontoglossum x Oncidium)

- Brassidium: Brsdm (Brassia x Oncidium)

- Brilliandeara: Brlda (Aspasia x Brassia x Cochlioda x Miltonia x Odontoglossum x Oncidium)

- Burkhardtara: Bktra (Leochilus x Odontoglossum x Oncidium x Rodriguezia)

- Burregeara: Burr (Odontoglossum x Cochlioda x Oncidium x Miltonia)

- Cambria: Cam (Odontoglossum x Cochlioda x Oncidium x Miltonia)

- Campbellara: Cmpba (Odontoglossum x Oncidium x Rodriguezia)

- Carpenterara: Cptra (Baptistonia x Odontoglossum x Oncidium)

- Colmanara: Colm (Miltonia x Oncidium x Odontoglossum)

- Crawshayara: Craw (Aspasia x Brassia x Miltonia x Oncidium)

- Dunningara: Dngra (Aspasia x Miltonia x Oncidium)

- Georgeblackara: (Comparettia x Leochilus x Oncidium x Rodriguezia)

- Goodaleara: Gdlra (Brassia x Cochlioda x Miltonia x Odontoglossum x Oncidium)

- Howeara: Hwra (Leochilus x Oncidium x Rodriguezia)

- Ionocidium: Incdm (Ionopsis x Oncidium)

- Johnkellyara: Jkl (Brassia x Leochilus x Oncidium x Rodriguezia)

- Leocidpasia: Lcdpa (Aspasia x Leochilus x Oncidium)

- Leocidmesa: Lcmsa (Gomesa x Leochilus x Oncidium)

- Liebmanara: Lieb (Aspasia x Cochlioda x Oncidium)

- Lockcidium: Lkcdm (Lockhartia x Oncidium)

- Maclellanara: Mclna (Brassia x Odontoglossum x Oncidium)

- Miltadium: Mtadm (Ada x Miltonia x Oncidium )

- Miltonidium: Mtdm (Miltonia x Oncidium)

- Notylidium: Ntldm (Notylia x Oncidium)

- Norwoodara: Nwda (Brassia x Miltonia x Oncidium x Rodriguezia)

- Odontocidium : Odcdm (Odontoglossum x Oncidium)

- Oncidioda: Oncda (Cochlioda x Oncidium)

- Oncidiella: Onclla (Oncidium x Rodrigueziella)

- Oncidenia: Oncna (Macradenia x Oncidium )

- Oncidesa: Oncsa (Gomesa x Oncidium)

- Oncidettia: Onctta (Comparettia x Oncidium)

- Oncidpilia: Oncpa ( Oncidium x Trichopilia )

- Ornithocidium: Orncm ( Oncidium x Ornithophora)

- Pettitara: Pett (Ada x Brassia x Oncidium)

- Phragmipaphium: Phrphm (Oncidium x Phragmipedium)

- Richardsonara: Rchna (Aspasia x Odontoglossum x Oncidium)

- Rodricidium: Rdcm (Oncidium x Rodriguezia)

- Sauledaara: Sdra (Aspasia x Brassia x Miltonia x Oncidium x Rodriguezia)

- Shiveara: Shva (Aspasia x Brassia x Odontoglossum x Oncidium)

- Trichocidium: Trcdm ( Oncidium x Trichocentrum)

- Vanalstyneara: Vnsta (Miltonia x Odontoglossum x Oncidium x Rodriguezia)

- Warneara: Wnra (Comparettia x Oncidium x Rodriguezia)

- Wilsonara: Wils (Odontoglossum x Cochlioda x Oncidium)

- Withnerara: With (Aspasia x Miltonia x Odontoglossum x Oncidium)